# Monique Marie Eugene Baudot
Monique Marie Eugene Baudot (30 tháng 4 năm 1946 - 27 tháng 9 năm 2021), gọi tắt Monique Baudot, là một người vợ chính thức của cựu hoàng đế Bảo Đại ở Pháp. Hai người có hôn thú nhưng không có con.

## Thân thế
Monique Baudot sinh ngày 30 tháng 4 năm 1946, tại Pont-à-Mousson (thuộc quận Nancy, tỉnh Meurthe-et-Moselle, Pháp). Theo báo chí Pháp, bà từng làm tùy viên báo chí làm việc tại Phòng Báo chí của Tòa Đại sứ Cộng hòa Congo (nay là Cộng hòa Dân chủ Congo) tại Paris và gặp cựu hoàng Bảo Đại lần đầu tiên vào năm 1969. Theo lời kể của bà Baudot, thì bấy giờ: "...tôi đang làm Lãnh sự danh dự của nước Cộng hòa Zaire, Trung Phi, thì tôi nghe nói cựu hoàng An Nam đang sống độc thân trong cơn túng bấn, gần như bị bỏ rơi". Tuy nhiên, theo hồi ức của các chính khách từng tiếp xúc với cựu hoàng Bảo Đại trong giai đoạn này, ví dụ như tướng Trần Văn Đôn, thì lại cho biết Monique Baudot chỉ là một cô hầu phòng ở Cao ốc 29 Fresnel (Paris) và khi cô biết được có một "ông vua lưu vong" bệnh tật không người lo, cô đến giúp đỡ và trở thành người thân cận nhất của cựu hoàng.
Mặc dù có khá nhiều mâu thuẫn trong việc nhận định, nhưng các nguồn thông tin đều thừa nhận bà Monique Baudot giữ vai trò một người bạn, thư ký riêng, quản gia hay một người phục vụ của cựu hoàng Bảo Đại trong suốt mấy thập niên cuối đời. Khoảng năm 1971, Cựu hoàng và Baudot bắt đầu sống với nhau tại Paris. Tuy nhiên, hai người chỉ chính thức kết hôn ngày 18 tháng 1 năm 1982 tại quận 16, Paris, ngay trước chuyến đi sang Hoa Kỳ của Bảo Đại. Sau khi cưới, với tư cách là vợ chính thức của cựu hoàng, bà tự nhận là Hoàng phi Vĩnh Thụy.
Bà có mâu thuẫn với những người con của Bảo Đại. Do đó, trong thời gian cuối đời, Bảo Đại bị các con của mình cô lập. Tuy bị các con của Bảo Đại ghẻ lạnh nhưng hoàng nam Bảo Ân cũng công nhận bà cũng chăm sóc cho Bảo Đại nhiều năm trời, chịu nhiều khổ cực.
Theo truyền thông Pháp, bà Monique Marie Eugene Baudot qua đời vào ngày 27/09/2021, hưởng thọ 75 tuổi. Tang lễ của bà được tổ chức vào ngày 14/10/2021 tại nhà nguyện Sainte-Bernadette d'Auteuil ở thủ đô Paris.

## Danh hiệu
Năm 1997, Bảo Đại qua đời, bà tự xưng tước vị là Thái Phương hoàng hậu (泰芳皇后).